# Elektrisk terminal
 For alternative betydninger, se Terminal.
En elektrisk terminal eller et elektrisk tilslutningspunkt er punktet hvor en ledning fra en elektronisk komponent, enhed eller netværk slutter og yder et forbindingspunkt til eksterne kredsløb. En terminal kan bare være enden af en ledning eller den kan være udstyret med et eller flere stik, klemmeforbindelse, krympet klemmeforbindelse eller en anden slags fastgøring med elektrisk forbindelse.
Terminalforbindelsen kan være midlertidig, ved f.eks. transportabelt udstyr - eller kræve et værktøj for samling eller fjernelse - eller kan være en permanent elektrisk samling mellem to ledninger eller enheder.

## Eksempler på terminaler
- Loddespyd
- Loddeflig
- Loddeliste
- Terminalblok
- Testterminal - midlertidig terminalforbindelse, som f.eks. anvendes ved kalibrering, test eller fejlfinding.
- Klemmeforbindelser:
  - Skrueterminal
  - Kronemuffe
  - Elektrisk klemskrue
- Krympede klemmeforbindelser - følgende liste forbinder en leder via krympning af en ring på kabelskoen:
  - Spadekabelsko, spadestik, spadesko
  - Gaffelkabelsko
  - Ringkabelsko
  - Stiftkabelsko